# Arto Tolsa Areena
El Arto Tolsa Areena es un estadio de fútbol ubicado en la ciudad de Kotka, Provincia de Finlandia Meridional, Finlandia. Fue inaugurado en 1952 y posee una capacidad para 4.780 espectadores, y sirve al club KTP Kotka, de la primera liga de fútbol de Finlandia, la Veikkausliiga.
El estadio fue inaugurado para los Juegos Olímpicos de Helsinki 1952, en donde albergó cuatro partidos. El récord de asistencia al estadio se logró durante los Juegos Olímpicos en el partido de fútbol entre la Unión Soviética y Bulgaria (2-1) el 15 de julio de 1952, según fuentes, la asistencia alcanzó los 10,637 espectadores.
Arto Tolsa Areena solía ser conocido como "Urheilukeskus" ("Centro deportivo" en finlandés), recibió su nombre actual en el año 2000, en homenaje a Arto Tolsa, quien fuese un legendario jugador finlandés del Kotkan Työväen Palloilijat (KTP).
Al comienzo de la temporada 2015, se instaló Césped artificial en el campo.

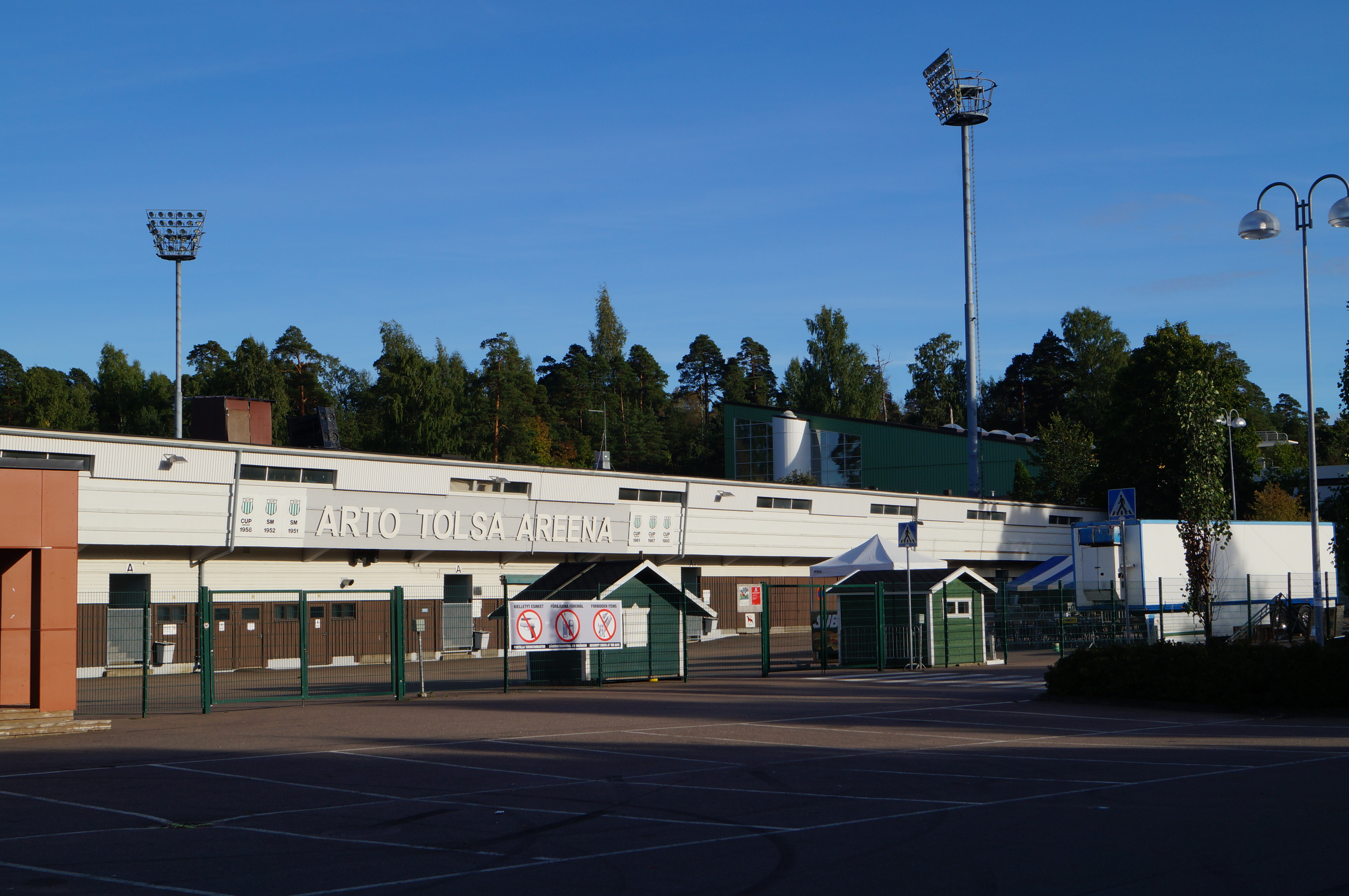